# Want
"Want" foi o primeiro single oficial tirado do álbum Come to Life da cantora australiana Natalie Imbruglia.

## Ficha técnica
A música foi escrita por Natalie em parceria com o compositor Gary Clark, que já havia trabalhado com a cantora em seus álbuns anteriores, e seu ex-marido Daniel Johns (creditado como Kat Kourtney), vocalista da banda Silverchair. Posteriomente, o cantor Chris Martin, vocalista da banda Coldplay, colaborou na mixagem da faixa.
A canção também traz um trecho da letra de outra música de Natalie, "Be With You", logo antes do segundo refrão.

## Lançamento
O single foi lançado no Reino Unido, Europa e Austrália em 27 de Setembro de 2009 somente por meio de download digital, incluindo diversos remixes da música. 
Embora tenha recebido boas críticas e alcançado notoriedade nos países onde foi lançada, a falta de apoio das rádios no Reino Unido fez com que a canção ficasse fora do Top 40 do UK Singles Chart.

## Videoclipe
O videoclipe da canção estreou no site oficial da cantora em 10 de Setembro de 2009, dirigido por Diane Martel. Nele, Imbruglia aparece sozinha em um apartamento, gravando com uma câmera o que seria uma mensagem para a pessoa que a deixou, seguindo a letra da música. O clipe traz cenas sensuais, com a cantora de top less deitada em uma cama de lençóis brancos, e diversos close-ups de seus olhos azuis, que se confudem, posteriormente, com o seu rosto molhado em lágrimas.

## Single Digital
- Versão Principal

1. "Want (Album Edit)" - 3:35
2. "Want (Fraser T Smith Remix)" - 3:04

- Versão iTunes

1. "Want (Album Edit)" - 3:35
2. "Want (Fraser T Smith Remix)" - 3:04
3. "Want (Blunt Laser Remix)" - 5:24

- Remix Bundle

1. "Want (Shapshifters Nocturnal Mix)" - 6:52
2. "Want (Cassette Club Remix)" - 7:42
3. "Want (Buzz Junkies Club Remix)" - 6:03

- CD Promocional

1. "Want (New Album Edit)" - 3:45
2. "Want (Blunt Laser Remix)" - 5:24
3. "Want (Buzz Junkies Club Remix)" - 6:03
4. "Want (Buzz Junkies Radio Edit)" - 3:22
5. "Want (Cassette Club Remix)" - 7:42
6. "Want (Shapshifters Nocturnal Mix)" - 6:52
7. "Want (Shapshifters Vocal Mix)" - 8:39

## Paradas musicais
O single atingiu o Top 10 das paradas musicais da Bélgica, Croácia e Itália. Na Austrália, a música chegou ao #22 do Airplay Chart, a parada das rádios. Na Inglaterra, atingiu apenas o número #88 da lista geral de vendas, por conta do não lançamento do single em formato físico.
| Parada semanal (2009)               | Posição |
| ----------------------------------- | ------- |
| Austrália (Airplay Chart)           | 22      |
| Alemanha (Top 100 Singles)          | 65      |
| Bélgica (Flandres) (Ultratip Chart) | 2       |
| Bélgica (Valônia) (Ultratop Chart)  | 27      |
| Bulgária (Singles Top 40)           | 26      |
| Croácia (Radio Chart)               | 3       |
| Tchéquia (Radio Chart)              | 38      |
| Rússia (Tophit)                     | 95      |
| Itália (Singles Chart)              | 6       |
| Reino Unido (UK Singles Chart)      | 88      |
| Eslováquia (Rádio Top 100)          | 76      |
| Europa (Hot 100 Singles)            | 92      |